# Удунувара (підрозділ окружного секретаріату)
Підрозділ окружного секретаріату Удунувара — підрозділ окружного секретаріату округу Канді, Центральна провінція, Шрі-Ланка. Складається з 124 Грама Ніладхарі.